# Yrjö Hakala -palkinto
Yrjö Hakala -palkinto („Yrjö-Hakala-Preis“) ist eine Eishockeyauszeichnung, die von der finnischen U20 SM-sarja (vormals Nuorten SM-liiga) an den besten Nachwuchsspieler („Rookie of the Year“) vergeben wird. Sie wird unter dem derzeitigen Namen seit 2011 verliehen. Der Preis ist nach dem finnischen Eishockeystürmer Yrjö Hakala (1932–2023) benannt, der sechsmal die finnische Meisterschaft in der damaligen SM-sarja gewann und die finnische Nationalmannschaft 129-mal bei internationalen Spielen, sechsmal bei Weltmeisterschaften und zweimal bei Olympischen Spielen vertrat.
Der erste Preisträger war Ville Järveläinen.

## Preisträger
| Saison  | Gewinner          | Team                    |
| ------- | ----------------- | ----------------------- |
| 2010/11 | Ville Järveläinen | Hämeenlinnan Pallokerho |
| 2011/12 | Atte Tolvanen     | Porin Ässät             |
| 2012/13 | Otto Rauhala      | Tappara                 |
| 2013/14 | Sebastian Aho     | Oulun Kärpät            |
| 2014/15 | Olli Juolevi      | Jokerit                 |
| 2015/16 | Miro Heiskanen    | Helsingfors IFK         |
| 2016/17 | Otto Latvala      | Hämeenlinnan Pallokerho |
| 2017/18 | Kaapo Kakko       | Turun Palloseura        |
| 2018/19 | Tuukka Tieksola   | Oulun Kärpät            |
| 2019/20 | Juuso Mäenpää     | Jokerit                 |
| 2020/21 | Ville Koivunen    | Oulun Kärpät            |
| 2021/22 | Kasper Halttunen  | Jokerit                 |
| 2022/23 | Veeti Väisänen    | KooKoo                  |
| 2023/24 | Markus Loponen    | Oulun Kärpät            |
| 2024/25 | Matias Vanhanen   | Helsingfors IFK         |